# Juri Alexandrowitsch Dud

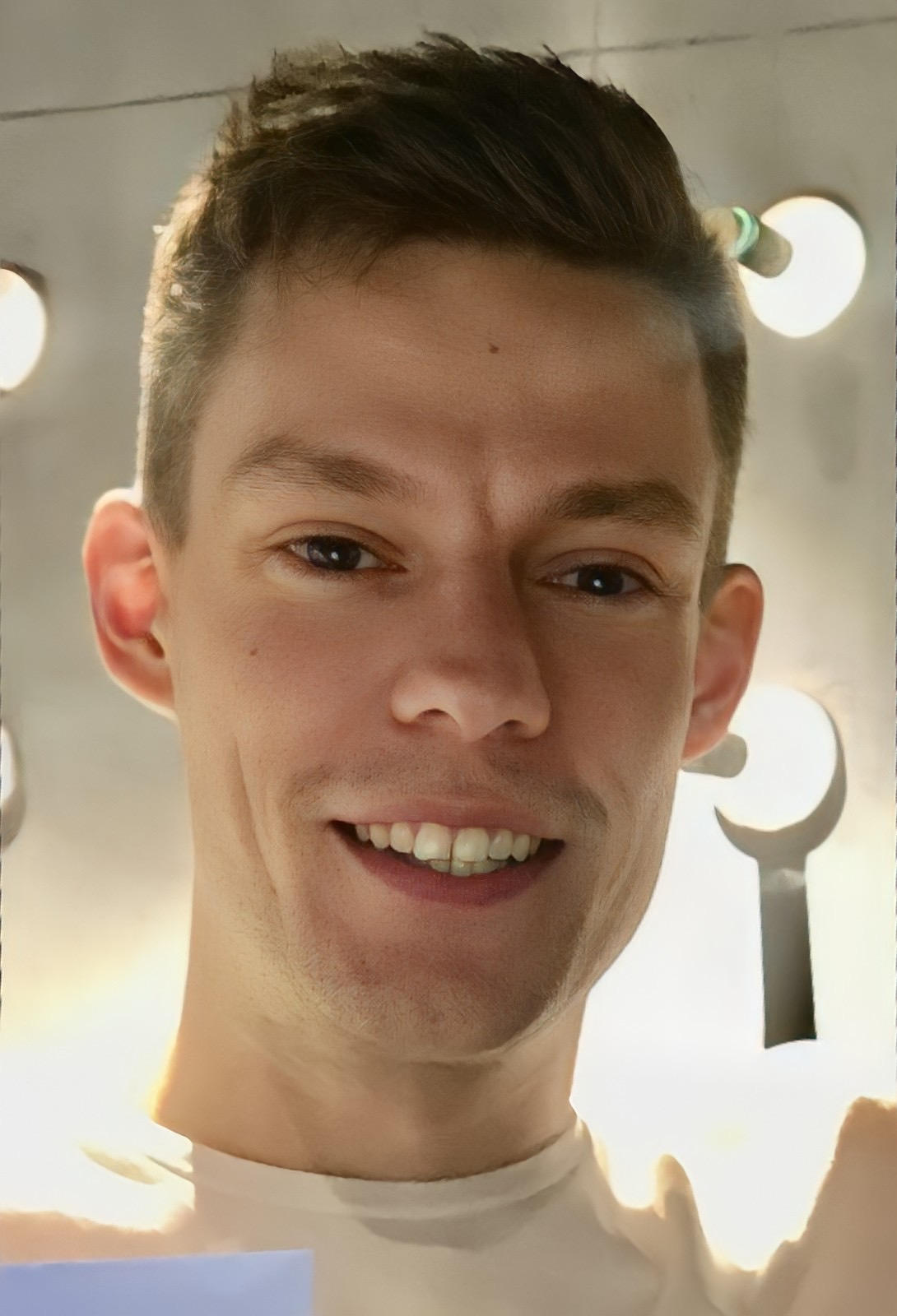
Juri Dud, 2018

Juri Alexandrowitsch Dud (russisch Ю́рий Алекса́ндрович Дудь, wiss. Transliteration Jurij Aleksandrovič Dud'; * 11. Oktober 1986 in Potsdam) ist ein russischer Journalist, Videoblogger und Dokumentarfilmer sowie ehemaliger Fernseh- und Hörfunkmoderator.

## Leben
Dud wurde in Potsdam, DDR, geboren. Sein Vater Alexander Petrowitsch Dud (geb. 1957) war Militärwissenschaftler und Dozent an der Moskauer Bauman-Universität. Seine Mutter Anna Stepanowna Dud (geb. 1957) war Chemielehrerin. Dud sagt von sich, er sei „der Herkunft nach Ukrainer und dem Gefühl nach Russe“.
1990 zog die Familie nach Moskau um, wo Dud zur Schule ging. Bereits als Kind spielte er Fußball, verzichtete später jedoch aus gesundheitlichen Gründen auf eine Profikarriere. Bereits in früher Jugend begann er sich für Sportjournalismus zu interessieren.
Ab 2001 war er freier Sportjournalist für die Iswestija. Von 2003 bis 2006 war er angestellter Mitarbeiter bei der Zeitung.
In den Jahren 2006 bis 2007 arbeitete er für die Zeitschrift PROsport und veröffentlichte gleichzeitig (bis März 2007) in der Zeitung Wedomosti.
2008 schloss er die Fakultät für Journalismus der Moskauer Staatlichen Universität ab.
Vom April 2011 bis Januar 2012 arbeitete er als Sonderkorrespondent und Kommentator in der Sportredaktion von NTW Plus. Im Herbst 2011 wurde er zum Chefredakteur und 2018 zum stellvertretenden Generaldirektor eines Sportportals.
Am 7. Februar 2017 startete Dud den YouTube-Kanal wDud, auf dem er bekannte (überwiegend russischsprachige) Persönlichkeiten interviewt. 2019 positionierte das Portal Russia Beyond Dud auf Platz acht der zehn einflussreichsten russischen YouTuber.
Im Februar 2022 verurteilte er öffentlich den Einmarsch Russlands in die Ukraine und verließ Russland.
2022 wurden Beiträge auf wDud in Belarus als extremistisch eingestuft. Im April 2022 wurde Dud vom russischen Justizministerium in das Register der „ausländischen Agenten“ aufgenommen.
Im Juli 2022 wurde Dud von einem Moskauer Gericht wegen „Homosexuellen-Propaganda“ zu einer Geldstrafe verurteilt.

## Familie
Dud ist verheiratet und hat zwei Kinder.

## Interviewpartner aufwDud(Auswahl)
- Journalisten: Sergei Dorenko, Katerina Gordejewa, Jelena Kostjutschenko, Dmitri Muratow, Leonid Parfjonow, Wladimir Posner, Alexej Wenediktow
- Medienschaffende: Alexander Baunow[6], Pawel Kostomarow, Alexei Serebrjakow, Kirill Serebrennikow, Jana Trojanowa
- Politiker: Alexei Nawalny, Ilja Jaschin, Wladimir Schirinowski
- Rapper: Basta, Face, Ligalize, Noize MC, Pharaoh
- Rockmusiker: Juri Julianowitsch Schewtschuk, Sergei Schnurow
- Schriftsteller: Boris Akunin, Dmitri Gluchowski, Alexei Iwanow
- Unternehmer: Michail Chodorkowski

Für große Aufmerksamkeit sorgten Interviews mit regierungsnahen Medienschaffenden, etwa dem Fernsehmoderator Dimitri Kisseljow, dem Schauspieler und Moderator Oskar Kutschera oder dem Regisseur Nikita Michalkow.

## Dokumentarfilme (Auswahl)
- 2022: Tschelowek wo wremja woiny (Man during war)[8]
- 2021: Potschemu w Rossii pytajut (Why They Torture People in Russia)[9]
- 2020: WITsch w Rossii (HIV in Russia)[10]
- 2019: Kolyma – rodina naschewo stracha (Kolyma – Birthplace of Our Fear)[11][12]
- 2019: Beslan. Pomni (Beslan. Remember)[13]